# HD 156668
HD 156668是一顆位於武仙座的恆星，視星等8.4，必須以小型望遠鏡觀測。它和地球的距離以視差方式量測的結果是80光年（25秒差距）。
該恆星的光譜分類是 K2 的橙矮星，質量是太陽的77%，半徑是太陽的72%。因為它是質量較太陽低的主序星，能量產生速率較太陽低，因此它的總光度只有太陽的23%。HD 156668在光球表面的有效溫度是4850 K。該恆星的金屬量稍高於太陽，自轉周期51.5日，雖然該恆星的年齡是遠比太陽老的86億年，但只相當於該恆星的中年。

## 觀測
1911到1915年由愛德華·皮克林和安妮·坎农執行，亨利·德雷伯的遺孀資助的的恆星光譜攝影巡天中，該恆星是HD星表中被收錄的恆星，不過該恆星一開始的編號是弗里德里希·阿格兰德在1863年波恩星表中的BD+29 2979。於1957年出版的一些自行巡天中，它是在南半球被偵測到9867顆高自行恆星中的其中一顆 。該恆星名稱中的 BD 是來自波恩星表中 Bonner Durchmusterung 的縮寫。之後位於阿根廷哥多華的天文台由 Henry Lee Giclas 執行的科爾多瓦巡天中將該恆星編號為G 181-34。

## 超級地球
Andrew Howard 於2010年宣布發現該恆星旁有一顆超級地球HD 156668 b。該行星是在2010年1月4日到7日在华盛顿哥伦比亚特区舉辦的美國天文學會第215屆年會宣布發現。它的公轉周期只有4.6日，距離母恆星0.05天文單位。研究人員以都卜勒光譜學分吸母恆星的光譜位移，發現了該行星。最初的資料顯示該行星質量至少是4.15倍地球質量，之後的觀測則將質量下限下修為3.1倍地球質量。
| 成員 (依恆星距離) | 质量          | 半長軸 (AU)     | 轨道周期 (天)     | 離心率 | 傾角 | 半径 |
| ----------------- | ------------- | --------------- | ----------------- | ------ | ---- | ---- |
| b                 | ≥3.1 ± 0.4 M⊕ | 0.0211 ± 0.0002 | 1.26984 ± 0.00007 | 0.000  | —    | —    |

## 外部連結
- , NASA Exoplanet Archive,   [2010-02-09][永久]
- , exoplanets.eu,   [2010-02-09], （原始内容存档于2012-04-22）
- , Sol Station,   [2010-02-09], （原始内容存档于2020-06-28）
- , Sol Station,   [2010-02-09], （原始内容存档于2012-04-22）